# Smallingerland
Smallingerland (vestfrisisk: Smallingerlân) er en kommune i provinsen Frisland i Nederlandene. Kommunens samlede areal udgør 126,15 km2 (hvoraf 7,67 km2 er vand) og indbyggertallet er på 54.437 indbyggere (2005). Hovedby er Drachten med 42.000 indbyggere. 